# Maurício (ur. wrzesień 1988)
Maurício, właśc. Maurício dos Santos Nascimento (ur. 20 września 1988 w São Paulo) – brazylijski piłkarz, występujący na pozycji obrońcy we brazylijskim klubie Chapecoense. Wychowanek SE Palmeiras, w swojej karierze grał także w takich zespołach jak CRB, Grêmio, Portuguesa, Vitória, Joinville, Sport Recife, Sporting CP, Spartak Moskwa oraz Legia Warszawa.
11 marca 2018 zadebiutował w barwach Legii Warszawa w meczu 27. kolejki Ekstraklasy przeciwko Lechii Gdańsk. Wszedł na boisko w 60. minucie spotkania, został ukarany żółtą kartką, a warszawska drużyna wygrała 3:1.
9 maja 2018 rozegrał pierwszy mecz w podstawowym składzie Legii w meczu 35. kolejki Ekstraklasy przeciwko Wiśle Płock. Warszawska drużyna wygrała 3:2, a obrońca zszedł z boiska w 81. minucie spotkania z powodu dwóch żółtych kartek, po czym został przewieziony do szpitala z podejrzeniem wstrząśnienia mózgu. Po zakończeniu okresu wypożyczenia warszawski klub nie zdecydował się na jego przedłużenie i piłkarz wrócił do S.S. Lazio.

## Sukcesy

### Lazio
- Superpuchar Włoch: 2017/2018

### Spartak Moskwa
- Mistrzostwo Rosji: 2017

### Legia Warszawa
- Mistrzostwo Polski: 2017/2018
- Puchar Polski:  2017/2018